# Filialkirche Kleinsöding

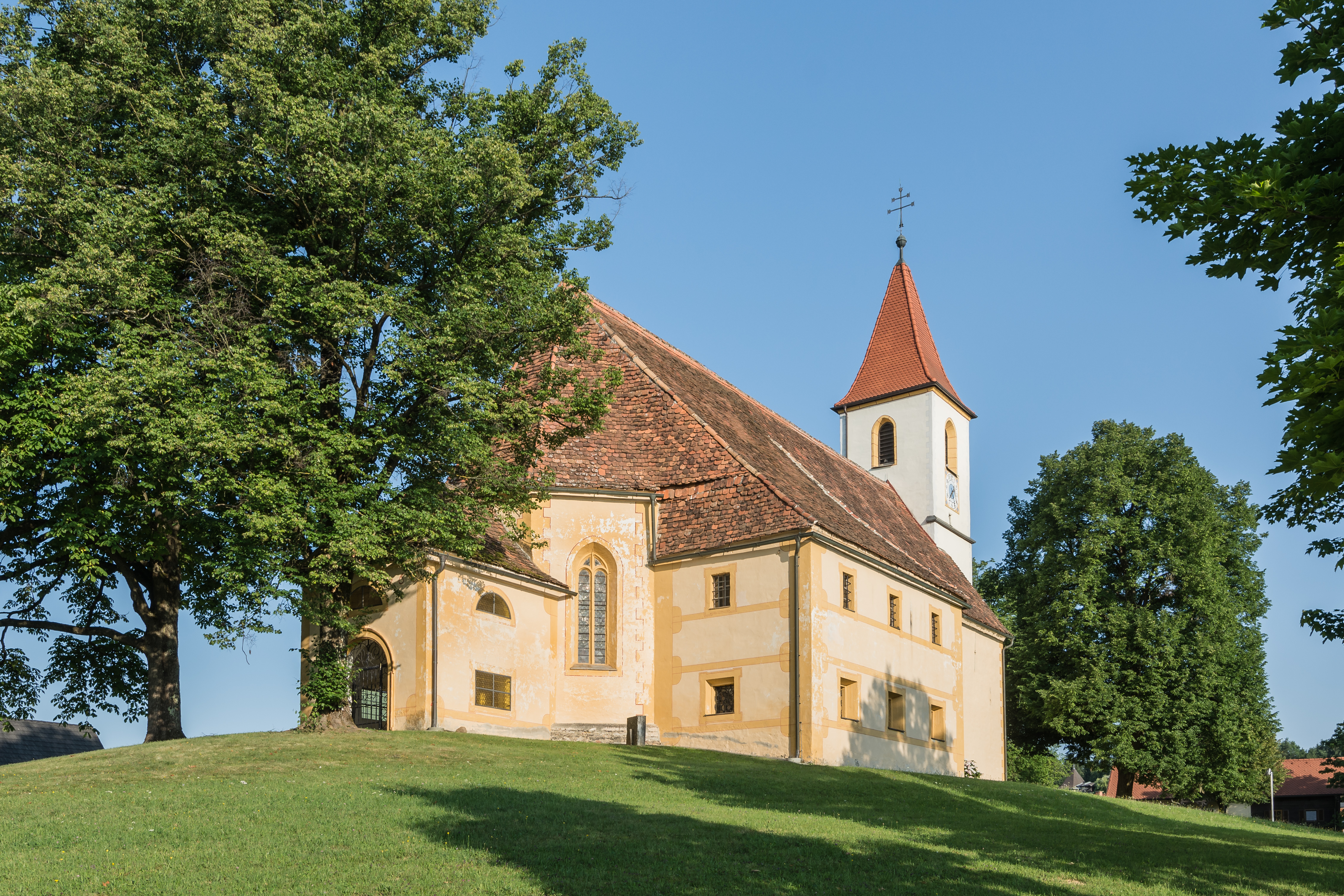
Die Filialkirche im Juli 2015, vor der Neugestaltung der Außenwände

Die Filialkirche Kleinsöding, oft auch einfach Sebastianikirche genannt, ist eine römisch-katholische Filial- und Wallfahrtskirche in der zur Gemeinde Söding-Sankt Johann gehörenden Ortschaft Kleinsöding in der Weststeiermark. Die zu Ehren des heiligen Sebastian geweihte Kirche gehört zum Seelsorgeraum Voitsberg in der Diözese Graz-Seckau und ist der Pfarre Mooskirchen unterstellt. Als Wallfahrtskirche spielt sie nur noch eine lokale Rolle für Kleinsöding und die umliegenden Ortschaften.
Ihre Geschichte führt bis in den Beginn des 16. Jahrhunderts zurück, als sie als Pestheiligtum errichtet wurde. Die Ursprünge der Kirche sind dabei eng mit den Ausbrüchen der Pest im 15. Jahrhundert verbunden, die Teile des Umlandes fast vollständig entvölkerte. Überlebende Bauern legten einen Schwur ab, im Laufe ihres Lebens den sogenannten Kühzins zu entrichten. Dabei versprachen sie, den Gegenwert einer Kuh zu spenden. Das so aufgekommene Geld finanzierte den Kirchenbau. Durch erneute Pestepidemien im 17. Jahrhundert entwickelte sich die Kirche zum wichtigsten Pestheiligtum in der Weststeiermark. In der zweiten Hälfte des 17. Jahrhunderts wurden eine Sakristei und die Kreuzkapelle angebaut und die Kirche selbst barockisiert. In den nachfolgenden Jahrhunderten nahm die Bedeutung als Wallfahrtsort aber ab. Seit der zweiten Hälfte des 19. Jahrhunderts befindet sich das Bauwerk im Besitz der Gemeinde, die seither auch für die Erhaltung zuständig ist. Vor allem ab der zweiten Hälfte des 20. Jahrhunderts wurden zahlreiche Instandhaltungs- und Sanierungsarbeiten an der Bausubstanz und am Kircheninventar durchgeführt.
Die Filialkirche von Kleinsöding ist eine im Kern spätgotische und nachträglich barockisierte Saalkirche. Der Kirchturm ragt im Nordwesten über das Langhaus auf und im Südosten ist an den Chorschluss die von außen zugängliche Kreuzkapelle angebaut. Der Hochaltar aus farbig gefasstem Sandstein sowie die beiden Seitenaltäre wurden um 1630 aufgestellt. Die Seitenaltäre wurden dabei aus den Flügeln eines älteren Flügelaltares neu zusammengestellt und zeigen geschnitzte Relieftafeln mit Szenen aus dem Leben Marias.
Das gesamte Bauwerk steht unter Denkmalschutz (Listeneintrag).

## Lage
Die Kirche steht im östlichen Teil der Gemeinde Söding-Sankt Johann auf einer kleinen Anhöhe, die auch als Kirchenriegel bekannt ist, zentral in der Siedlung Sankt Sebastian etwa 700 Meter westlich des Dorfes Kleinsöding. Sie befindet sich auf einer Seehöhe von rund 350 Metern, am nördlichen Ufer der Kainach im mittleren Kainachtal, auch als Kainachboden bekannt. Etwa 50 Meter nördlich der Kirche verläuft die Packer Straße (B 70). Etwa 600 Meter westlich befindet sich der Zubringer zu der Autobahnabfahrt Mooskirchen der Süd Autobahn (A2). Die Kirche liegt an einem von der Packer Straße nach Südosten abzweigenden Weg und hat wie das direkt nordwestlich von ihr gelegene ehemalige Mesnerhaus die Adresse Kirchenweg 1.
Auf dem Kirchenvorplatz steht das Kriegerdenkmal der Gemeinden Groß- und Kleinsöding, das an die Gefallenen und Vermissten beider Weltkriege erinnert.

## Geschichte

### Ursprünge und Bauzeit
An der Stelle der heutigen Kirche befand sich vermutlich bereits in der Antike ein Kulthügel, und es gibt die Legende von einem dortigen Heidentempel. Später sollen Pestopfer auf diesem Hügel begraben worden sein. Es gibt zwar Aussagen von Anwohnern, die über Funde von Knochen berichten, aber es konnten bisher keine archäologischen Belege für einen Tempel oder ein Pestgrab erbracht werden. Die Bewohner der Gegend von Kleinsöding wurden spätestens ab dem 12. Jahrhundert von der 1136 erstmals urkundlich erwähnten Pfarre Mooskirchen aus seelsorgerisch versorgt. Als ab 1348 die Pest den heutigen Bezirk Voitsberg befiel, wurden die Dörfer Hardekk und Mukkaw bei Muggauberg sowie das bei Södingberg gelegene Reuner Dorf Sedinge vollständig entvölkert. Als um 1480 die Krankheit erneut die Weststeiermark heimsuchte und die Bevölkerung stark dezimierte, schworen 135 der überlebenden Bauern der Umgebung, für die Errichtung eines zu Ehren des sogenannten Pestheiligen Sebastian geweihten Gotteshauses während ihres Lebens den Wert einer Kuh zu spenden. Diese Spende wird als Kühzins bezeichnet und die Bauern spendeten jedes Jahr, bis der Gegenwert einer Kuh entrichtet worden war. Falls das Spendenziel nicht zu Lebzeiten erreicht worden war, wurde es vererbt, und die Nachkommen waren verpflichtet, es zu erfüllen. Das so zusammengebrachte Geld reichte aus, um bei Kleinsöding eine größere Kirche zu errichten.
Vor dem Neubau der Kirche soll an deren späterem Standort eine romanische Jagdkapelle der Schlossherren von Söding gestanden haben. Diese musste dem Neubau weichen. Die Kirche wurde laut dem Geistlichen Personalstand der Diözese Seckau im Jahr 1508 erbaut, wozu Sebastian von Rollau den Auftrag gegeben habe. Wahrscheinlich bezieht sich diese Annahme aber nur auf den Bau des Chores, der bis zur Fertigstellung der Kirche als Kapelle genutzt wurde. In dieser Kapelle befand sich bereits eine aus Sandstein gefertigte Statue des heiligen Sebastian. Sie soll von Mönchen, die aus dem spanischen San Sebastian vertrieben worden und zum Riedlhof oder Riederhof bei Berndorf gekommen waren, aufgestellt worden sein. In den nachfolgenden Jahren stieg die Zahl der Wallfahrer stetig an. Mit dem so eingebrachten Geld konnten bis 1562 das an den Chor angebaute Kirchenschiff mit flacher Holzdecke und bis 1564 der Bau des Kirchturms finanziert werden. Auf die Errichtung des Kirchenschiffs weist unter anderem ein mit Jahreszahl und Zeichen des Baumeisters versehener Stein am Torbogen des Turmportales hin. Zu den Stiftern der Kirche dürften auch die auf Schloss Rollau ansässigen Rollauer gehört haben, da die Kirche als ihre Grablege diente.

### Die Zeit vom 16. bis in das 19. Jahrhundert
Pestausbrüche, die 1584/85 das Kainachtal und 1634, 1679/80 sowie von 1713 bis 1716 den Bezirk Voitsberg heimsuchten, hatten zur Folge, dass immer mehr Wallfahrer zu der Kirche pilgerten. Im 17. Jahrhundert erreichten die Wallfahrten ihre Blütezeit und die Sebastianikirche entwickelte sich zum bedeutendsten Pestheiligtum der Weststeiermark. Um 1630 wurde der Hochaltar der Kirche aufgestellt und die bereits in der Kirche befindliche Sebastiansstatue wurde als Altarbild daraufgesetzt. Ab 1665 trat die auf Schloss Groß-Söding ansässige Familie Keller von Kellersperg als Wohltäter der Kirche in Erscheinung. Im Jahr 1676 wurde das spätgotische Bauwerk barockisiert, das bisher flach gedeckte Kirchenschiff eingewölbt und eine Empore eingebaut. Auch die Sakristei und die von außen zugängliche Kreuzkapelle an der Außenseite des Chors entstanden bei der Umgestaltung. Als einziger der Mooskirchner Pfarrer wurde M. Simon Schoper 1694 auf seinen testamentarischen Wunsch hin unter dem Fronbogen, neben der vermutlich von ihm gestifteten lebensgroßen Sebastiansfigur, in der Kirche begraben.
Noch von 1711 bis 1880 wurde ein Zinsverzeichnis über die Entrichtung des Kühzinses geführt, was darauf schließen lässt, dass Nachfahren der ursprünglichen Stifter noch immer für den Erhalt der Kirche spendeten. Zu Beginn des 18. Jahrhunderts wurden Personen aus zwölf verschiedenen Pfarren als Stifter aufgeführt. Der in Mooskirchen tätige Dechant Alois Wagl verfasste 1799 eine mehrbändige Pfarrchronik und beschreibt darin auch die damalige Einrichtung der Kirche.
Um 1800 wurde das Altarbild des Hochaltares, die Sebastiansstatue, durch eine Figur der Anna selbdritt ersetzt. Um die Figuren des Hochaltars während des Fünften Koalitionskrieges zu schützen, wurden sie 1809 mit einem Bretterverschlag umgeben. Die Franzosen unter dem Kommando des Marschalls Auguste Frédéric Louis Viesse de Marmont nutzten zwischen dem 25. Juni und dem 15. Dezember 1809 die Kirche als Magazin. Ebenso missbrauchte ein Regiment von Ulanen, das sich vom 27. Juli bis zum 14. August 1813 in der Gegend niederließ, die Kirche als Magazin. Als die Pfarrkirche Ligist in der Mitte des 19. Jahrhunderts umgebaut wurde, kam einiges des dortigen Kircheninventares wie die beiden Figuren seitlich des Hochaltares nach Kleinsöding. Auch das Tabernakel kam nach Kleinsöding, erwies sich aber als zu groß für den Hochaltar und wurde deshalb auf der Empore aufgestellt.
In der Zeit nach der Schaffung der freien Ortsgemeinde Kleinsöding im Jahr 1850 ging die Sebastianikirche durch einen Vergleich mit dem Pfarrer von Mooskirchen in den Besitz der Gemeinde über. Der Pfarrer behielt aber das Aufsichtsrecht über die Kirche und sie blieb weiterhin der dortigen Pfarre unterstellt. Die Gemeinde führte mit Hilfe der Kirchenpröpste eigene Kirchenrechnungen. Durch einen Blitzschlag brannte am 14. April 1874 der Dachstuhl des Kirchturms und auch die Orgel wurde durch das Feuer beschädigt. Der Brand konnte von der Bevölkerung aber schnell gelöscht werden, so dass keine größeren Schäden entstanden. 1876/77 wurden der Chor und das Langhaus neu ausgemalt, dabei wurden frühere Dorn- und Weintraubenverzierungen sowie die Sonnenuhr an der Südseite des Langhauses übertüncht. Bei einer Renovierung im Jahr 1890 wurde ein Fresko des heiligen Sebastian an der südlichen Außenwand des Langhauses ebenfalls übermalt. Im Rahmen dieser Renovierung wurden alte Fenster der Grazer Franziskanerkirche gespendet. In den 1880er-Jahren wurde eine Turmuhr eingebaut.

### Seit dem 20. Jahrhundert

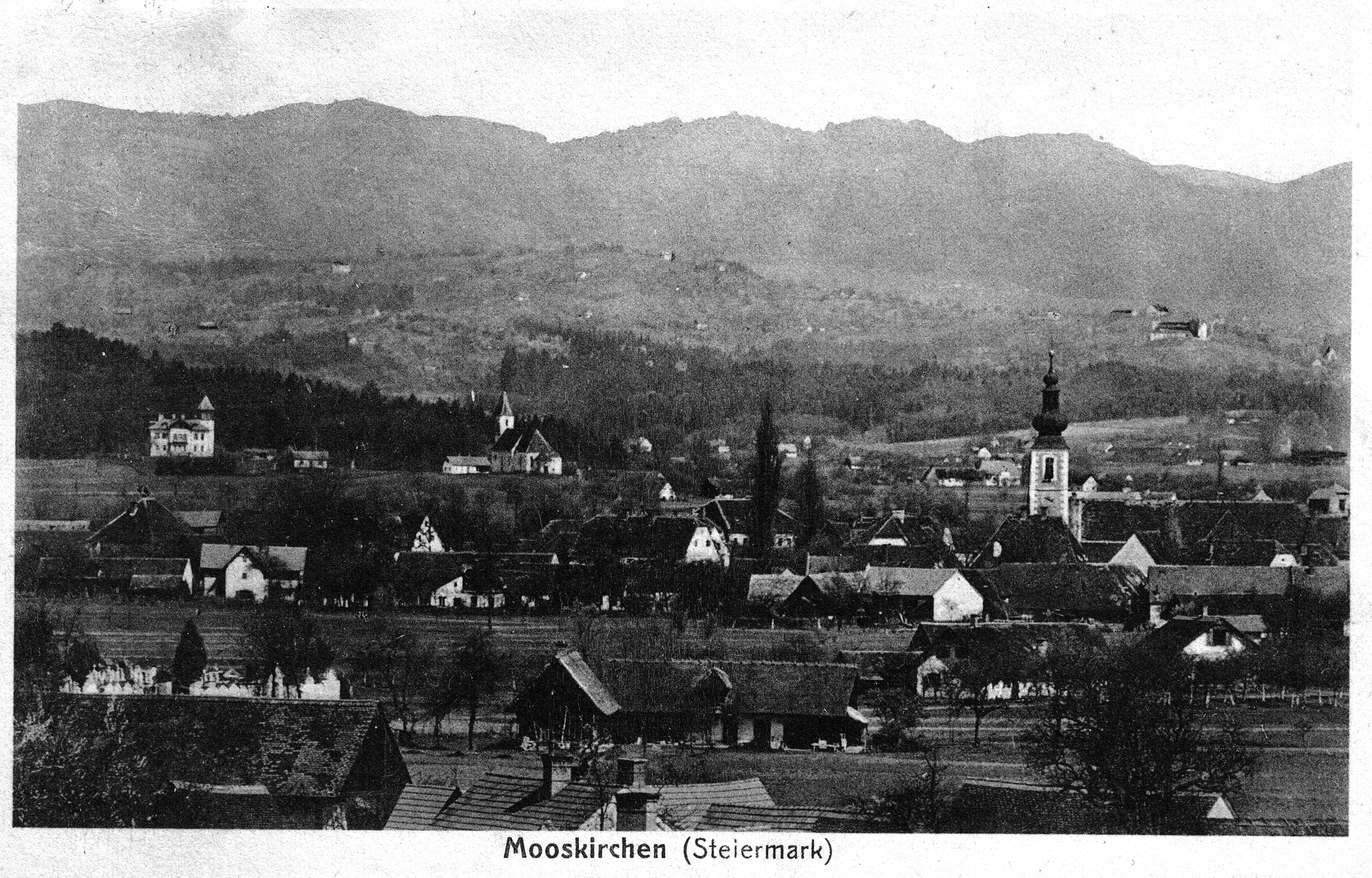
Postkarte von Mooskirchen aus der Zeit um 1910. Auf der linken Seite im Hintergrund sieht man die Sebastianikirche

Unter dem von 1921 bis 1925 in Mooskirchen tätigen Kaplan Josef Radl kam es von 1924 bis 1926 zu einer umfassenden Renovierung der Kirche, die er teilweise selbst bezahlte. Er verfasste bis 1925 auch eine Historie der Kirche, die als Radl-Chronik bekannt ist.
Mit der Zusammenlegung der Gemeinden Kleinsöding und Großsöding zur Gemeinde Söding im Jahr 1958 ging die Kirche in den Besitz der neuen Gemeinde über. In den nachfolgenden Jahrzehnten wurden umfangreiche Reparatur- und Renovierungsarbeiten durchgeführt. So wurden 1961 der linke und 1978 der rechte Seitenaltar restauriert, 1970/71 die Fassade erneuert und von 1978 bis 1983 die Innenseite und Teile der Ausstattung renoviert. 1979 riefen die Bewohner von Söding die Kirchengemeinschaft St. Sebastian als uneigennützige Vereinigung zur Erhaltung der Kirche ins Leben. Am Hochaltar wurden 1991/92 Restaurierungsarbeiten vorgenommen. In den Jahren 1998 und 1999 erfolgten erneut größere Renovierungsarbeiten an der Bausubstanz und dem Kircheninventar.
Seit der steiermärkischen Gemeindestrukturreform im Jahr 2015 gehört die Kirche der Gemeinde Söding-Sankt Johann. Da es durch die Witterung immer wieder zu Schäden an den Dachziegeln kam und die Reparaturarbeiten sich als immer kostenintensiver erwiesen, wurde nach Rücksprache mit dem Bundesdenkmalamt im März 2019 im Gemeinderat die Neudeckung des Kirchendaches beschlossen. Die Gemeinde selbst brachte dabei den Großteil der finanziellen Mittel auf, der restliche Betrag wurde von der Kirchengemeinschaft St. Sebastian, der Pfarre Mooskirchen sowie dem Bundesdenkmalamt gestellt. Bereits im April 2019 begannen die Arbeiten, in deren Verlauf sich herausstellte, dass der Dachstuhl der Kreuzkapelle einsturzgefährdet war, so dass er ebenfalls erneuert werden musste. Der Putz der Außenwände wurde im Rahmen der Dachdeckarbeiten mit einer Grundierung aus Sinterwasser gefestigt und anschließend mit Kalkmilch und einem farbigen Schattenstrich neu eingefärbt. Diese Farbgebung entspricht laut einem restauratorischen Befund einer früheren. Auch das Kriegerdenkmal vor der Kirche wurde saniert.

## Architektur

### Außenbeschreibung
Die im Kern spätgotische und nachträglich barockisierte einschiffige Saalkirche mit an den Chor angebauter Kreuzkapelle und Sakristei ist nach Südosten ausgerichtet.
Die Außenwände von Kirche und Turm sind einfach gehalten und werden durch gemalte Fensterrahmen und Eckquaderungen gegliedert. Die Fassade ist seit einer Renovierung im Jahr 2019 mit weißer Kalkmilch getüncht, während die gemalten Verzierungen in Grau gehalten sind. Das Langhaus, der Chor sowie die Sakristei haben ein mit Ziegeln gedecktes, über alle Anbauten verlaufendes Walmdach. Die Kreuzkapelle hat ein ebenfalls ziegelgedecktes Zeltdach. Alle Dachflächen wurden 2019 mit Taschenziegeln aus Ton neu gedeckt. Das Hauptportal der Kirche ist an der Nordwestseite des Turmes; ein profiliertes Rundbogenportal bildet die Mitte der Westseite des Langhauses. Die westliche Portalseite des Langhauses hat von Norden nach Süden ein vergittertes Rechteckfenster in einer runden Wandnische links des Seitenportals sowie zwei größere Rechteckfenster oberhalb und südlich des Seitenportals, mit einer aufgemalten Sonnenuhr zwischen ihnen. An der nordöstlichen Fassade des Langhauses sind zwei vermauerte aufgemalte Spitzbogenfenster mit Laibung zu erkennen. Im Nordwesten des Langhauses jeweils angrenzend an den Kirchturm belichten zwei kleine vergitterte Rechteckfenster sowie zwei darüber liegende kleine Rundbogenfenster den Emporenbereich. Auch die südwestliche Chorwand hat ein vergittertes Rundbogenfenster. An der südlichen und südöstlichen Seite des Chorschlusses befindet sich jeweils ein spitzbogiges Maßwerkfenster. Die Sakristei weist an ihrer Südostseite sowohl im Erd- als auch im Obergeschoß je ein und an ihrer Ostseite jeweils drei übereinander liegende vergitterte Rechteckfenster auf. Die nordöstliche Sakristeimauer hat eine Tür und darüber ein vermauertes Rechteckfenster.
Der 1564 fertiggestellte viergeschoßige Kirchturm mit rechteckigem Grundriss ist im Nordwesten dem Langhaus vorgestellt und hat ein Zeltdach. Auf eine kupferne Turmkugel auf der Spitze des Turmes ist ein Kreuz mit zwei Querbalken aufgesetzt. Die vier Geschoße sind durch steinerne Kaffgesimse der Turmfassaden hervorgehoben. An der nordöstlichen Seite des Turmes gelangt durch drei vergitterte Rechteckfenster Licht in das Innere der oberen Geschoße. Im obersten Geschoß ist auf der südwestlichen, der nordwestlichen sowie der nordöstlichen Seite das Ziffernblatt der Turmuhr angebracht. Darüber befindet sich auf allen vier Seiten des Turmes je ein Spitzbogenfenster. Das spitzbogige Portal der Nordwestseite führt in die Turmhalle, von der man in das Langhaus gelangt. Rechts vom Portal steht in einer überdachten Wandnische eine aus Aflenzer Sandstein gefertigte Figur des heiligen Sebastian. Bei dieser Figur soll es sich um das ursprüngliche Hochaltarbild handeln. Über dem Turmportal ist ein aus dem 16. Jahrhundert stammendes Relief angebracht, das je nach Interpretation entweder zwei Grabwächter oder die Bogenschützen darstellt, die der Legende nach auf den heiligen Sebastian schossen.
An der südöstlichen Außenwand des Chorschlusses steht die 1676 angebaute Kreuzkapelle. Sie ist nur von außen durch ein Rundbogenportal, das mit einem schmiedeeisernen Gitter verschlossen werden kann, zugänglich. Bei einem halbrunden Fenster über dem Portal weist die aufgemalte Inschrift „1676“ auf das Baujahr hin. Sowohl auf der nordöstlichen als auch auf der südwestlichen Seite hat die Kreuzkapelle je ein Rechteckfenster und ein darüber liegendes halbrundes Fenster.

### Innenbeschreibung

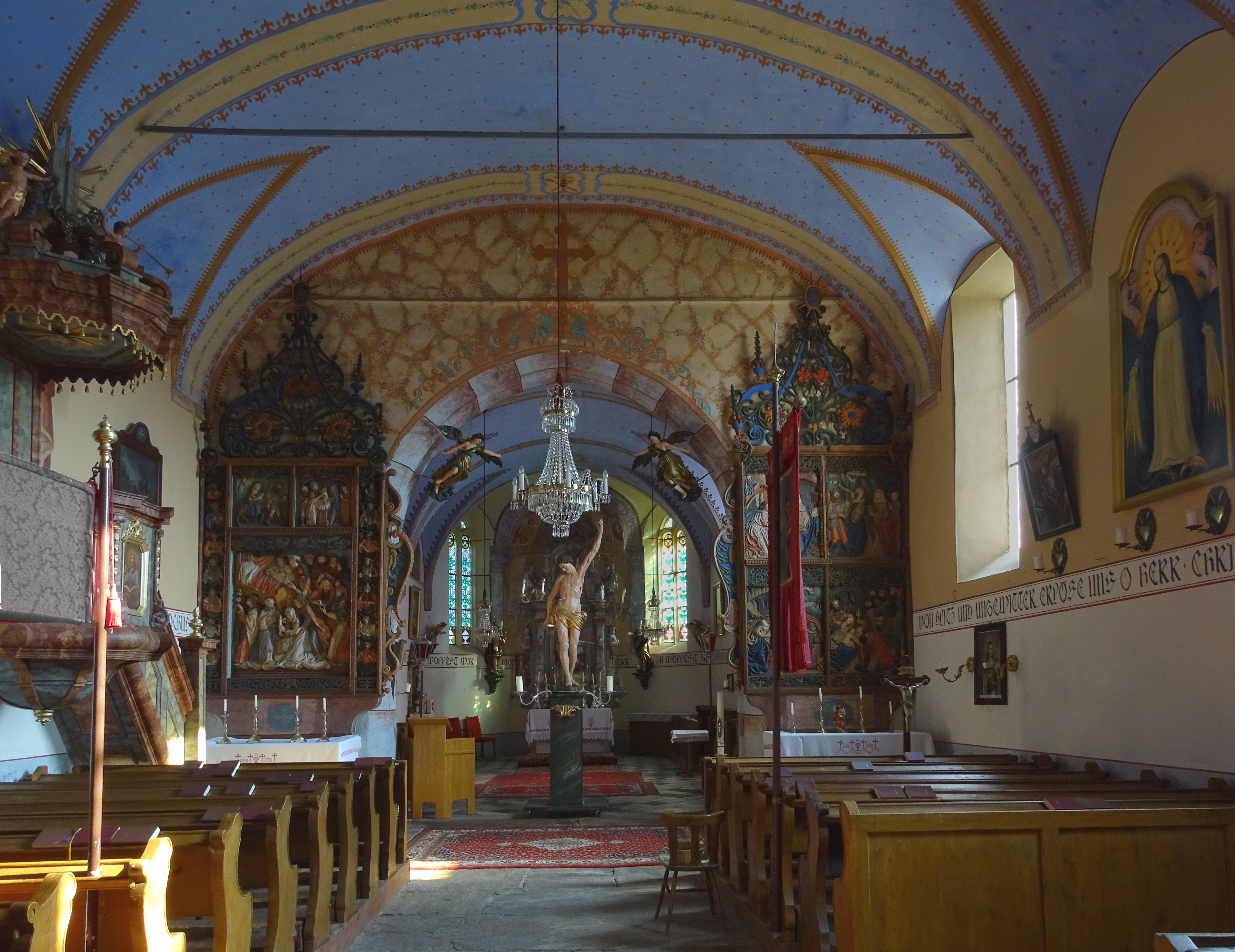
Blick auf das Langhaus mit den beiden Seitenaltären, den Fronbogen und den Chor mit dem Hochaltar

Das einschiffige und fünfjochige Langhaus wird von einem Stichkappentonnengewölbe überspannt. Im dritten Joch befindet sich ein Heiliggeistloch. Im Nordwesten des Langhauses befindet sich die dreiachsige gemauerte und von einem auf Säulen ruhenden Kreuzgratgewölbe unterspannte Orgelempore. Ein verstäbtes Spitzbogenportal mit gerauteten Basen führt unter der Empore von der Turmhalle in das Langhaus. Über eine Stiege im Westen des Langhauses gelangt man auf die Orgelempore. Von der Empore wiederum gelangt man durch ein Schulterbogenportal in die oberen Geschoße des Kirchturmes. Die Fenster im Langhaus sind barockisiert.
Der dreijochige Chor wird durch einen niedrigen, eingezogenen Fronbogen vom Langhaus getrennt. Wie das Langhaus überspannt auch den Chor ein Stichkappentonnengewölbe. Der Chor hat einen Dreiachtelschluss mit zwei einfachen gotischen, zweibahnigen Maßwerkfenstern. Die im 17. Jahrhundert im Osten an den Chor angebaute Sakristei ist im Erdgeschoß tonnengewölbt. Eine Tür führt vom Chor in die Sakristei, von wo eine Stiege in das Obergeschoß führt. Im flach gedeckten Obergeschoß der Sakristei ermöglichen zwei halbrunde Öffnungen einen Blick in den Chorraum.

## Ausstattung

### Chorbereich
Der Hochaltar aus farbig gefasstem Aflenzer Sandstein wurde um 1630 aufgestellt. Er hat im Mittelteil des Aufbaus durchbrochene Nischen. In der unteren Nische steht eine Figur der Anna selbdritt, deren Darstellung der Maria nachträglich überarbeitet wurde. An den Seiten der Nische ist jeweils ein Mensch oder Engel mit gekreuzten Armen dargestellt. In der Nische darüber, in der Krönung des Altars, steht eine Statue des heiligen Florian, die von zwei Reiterfiguren flankiert wird. Die linke Reiterfigur zeigt den heiligen Martin, wie er seinen Mantel für einen Bettler zerteilt. Die rechte Reiterfigur stellt den heiligen Georg und die betende Prinzessin aus seiner Heiligenlegende dar. Den oberen Abschluss des Altares bildet die Figur des heiligen Rochus, links und rechts daneben zwei Statuen der heiligen Petrus und Paulus. Alle diese Figuren kamen vermutlich erst nachträglich auf den Hochaltar, vorher standen wahrscheinlich eine Sebastiansfigur in der Hauptnische und eine Marienstatue in der Krönung. Die Figur des Sebastian wurde in die Nische neben dem Turmportal gebracht. Das Tabernakel ist in Weiß gefasst und mit Gold verziert. Die Säulen des Altares zieren die Darstellungen von menschlichen Gesichtern.
Auf beiden Seiten des Hochaltars, an der Wand des Chorschlusses, stehen zwei größere, aus der ersten Hälfte des 18. Jahrhunderts stammende Figuren. Sie wurden in der Mitte des 19. Jahrhunderts von der Pfarrkirche Ligist hierher verbracht und dienen als Altarwächter. Die linke Figur zeigt den heiligen Oswald, die rechte den heiligen Pankratius. Neben diesen beiden Figuren ist an den Wänden des Chorschlusses auf jeder Seite des Hochaltares noch jeweils eine Engelsfigur angebracht. Die Wand des Chorschlusses hinter dem Hochaltar ist mit einem gemalten Baldachin gestaltet.
An der nordöstlichen Chormauer, neben der Tür zur Sakristei, steht ein kleiner Tabernakelaltar, der auch als Joglischer Altar bekannt ist. Er stammt aus dem 19. Jahrhundert und wurde ursprünglich vom Bauern Scherzvater für die als fromme Joglin bekannte Bäuerin vulgo Feldpeter für deren Hofkapelle gefertigt. Nach dem Tod der Bäuerin wurde der Altar in die Sebastianikirche gebracht. Unter einem Baldachin steht als Altarfigur die heilige Maria. Der obere Abschluss enthält das Marienmonogramm. Über dem Altar hängt ein Bild des Herzens Mariä. Ein 1889 gestiftetes Bild des heiligen Wendelin als Hirte hängt links vom Altar. An der Mauer zwischen der Sakristeitür und dem Fronbogen ist ein Kruzifix mit einer Figur der betenden Maria. Ein hölzernes Chorgestühl steht an der südöstlichen Chormauer. Über dem Chorgestühl hängt ein Bild des Herzens Jesu. Rechts neben dem Chorgestühl ist ein Stein mit der Grabinschrift des Pfarrers Simon Schoper eingemauert. Auf beiden Seiten des Chores hängen insgesamt sechs der 14 von Gerd Linke 1988 gemalten Kreuzwegbilder der Kirche. Die Fenster im Chor sind mit farbigen, teilweise floralen Ornamenten gestaltet.
Im Chor setzt sich das 1923 auch im Langhaus aufgemalte Schriftband fort, auf dem steht: „bittet für uns. Dass du die Früchte der Erde geben und erhalten wollest, wir bitten dich erhöre uns. O Herr! Du wollest allen Wohltätern dieser Kirche um deines Namens willen das ewige Leben geben.“ Das in Blau ausgemalte und mit goldenen Sternen verzierte Chorgewölbe ist eine Darstellung des Himmels. Nur die Grate der Stichkappen sowie die aufgemalten Gurtbögen sind farblich anders gehalten und mit floralen Mustern verziert. Über dem Hochaltar ist das Monogramm IHS aufgemalt. Die Chorseite des Fronbogens ist marmoriert und trägt im Scheitel die Jahreszahl „1876“.
Unter dem Fronbogen steht auf einem beweglichen Podest eine lebensgroße, im letzten Drittel des 17. Jahrhunderts angefertigte Statue des heiligen Sebastian. Darüber sind am Fronbogen zwei große, in der gleichen Zeit von dem Grazer Bildhauer Johann Baptist Fischer gefertigte Engelsfiguren angebracht. Unter dem Fronbogen steht der Ambo aus Holz. Auf der rechten, der südlichen Seite des Fronbogens brachte 1924 der Bildhauer Josef Guggi eine Tafel mit dem Wappen der Herren von Roll zu Rollau an. An der nördlichen Seite des Fronbogens hängt ein Christuskopf.

### Langhaus
Die beiden Seitenaltäre wurden aus Teilen eines spätgotischen dreiteiligen Flügelaltars gefertigt, welcher der Überlieferung nach aus der Pfarrkirche Hitzendorf stammen soll. Der Flügelaltar soll zwischen 1510 und 1525 in Hitzendorf aufgestellt worden sein und kam wie das ursprüngliche Hauptbild sowie einer der beiden Altarflügel im Zuge der barocken Neugestaltung dieser Kirche um 1630 nach Kleinsöding. Dort wurden sie in ihre heutige Form gebracht, mit gesprengeartigen Aufsätzen sowie Seitenwangen und Schleierbrettern versehen, die Predellen entfernt und an die beiden Enden des Fronbogens gestellt. Beide Altäre zeigen geschnitzte Reliefs mit Szenen aus dem Leben Marias. Der linke Seitenaltar entstand aus dem alten Hauptbild des Hitzendorfer Flügelaltars und zeigt drei Reliefs. Das große Relief stellt den Tod Mariens dar. Darüber befinden sich zwei Darstellungen der Flucht nach Ägypten sowie der Darstellung Jesu im Tempel. Die Reliefs werden seitlich von Teilen der geschnitzten Wurzel Jesse gerahmt. Der rechte Seitenaltar entstand aus einem der Altarflügel und zeigt vier Reliefs. Sie zeigen die Verkündigung des Herrn, Heimsuchung Mariä, die Geburt Christi sowie die Anbetung durch die Heiligen Drei Könige.
Die Kanzel wurde 1876 von zwei aus Hitzendorf stammenden Bildhauern und Vergoldern an der nördlichen Langhausmauer aufgestellt. Den Korb zieren gemalte Darstellungen der vier Evangelisten. Auf dem Schalldeckel stehen zwei kleine Engel mit Posaune sowie zwei Steintafeln mit den Zehn Geboten. Im Dachboden über der Kanzel hat sich an der Wand eine lateinische Inschrift mit einer Anrufung an den heiligen Sebastian erhalten. Diese war bis zur Einwölbung der Kirche im Jahr 1676 von Langhaus aus sichtbar.
An der nördlichen Langhausmauer, unter der Orgelempore, steht eine Statue der Madonna von Lourdes, die links von einem Bild des Herzens Mariens und rechts von einem Bild des Herzens Jesu flankiert wird. Über der Statue ist die Inschrift „Ich bin die Unbefleckte Empfängnis“ aufgemalt. An dieser Mauer hängt zwischen der Orgelempore und der Kanzel eine vom Bildhauer Josef Guggi am 19. Jänner 1924 aufgehängte Grabtafel, welche die in der Kirche begrabenen Personen aufführt. Über dieser Grabtafel ist ein Bild einer Rosenkranzmadonna angebracht. An der Wand neben dem Aufgang zur Kanzel ist ein Bild der Kreuzigung Christi angebracht. An der südlichen Langhausmauer hängt ein Bild einer Mondsichelmadonna. Auf beiden Seiten des Langhauses hängen insgesamt sieben der vierzehn von Gerd Linke 1988 gemalten Kreuzwegbilder der Kirche.
Wie der Chor so haben auch die Wände des Langhauses ein 1923 aufgemaltes Schriftband, dessen Inhalt an der nördlichen Wand hier „Von Pest, Hunger und Krieg, erlöse uns, o Herr. Hl. Sebastian und Hl. Rochus“ lautet und sich dann im Chor fortsetzt. An der südlichen Langhausmauer hat das Schriftband den Inhalt „Von Blitz und Ungewitter, erlöse uns o Herr. Christus höre uns, Christus erhöre uns.“. Das in Blau ausgemalte und mit goldenen Sternen verzierte Gewölbe ist eine Darstellung des Himmels. Wie im Chor so sind auch hier die Grate der Stichkappen sowie die aufgemalten Gurtbögen farblich anders gehalten und mit floralen Mustern verziert. Das Heiliggeistloch enthält eine Christusdarstellung. Der Fronbogen ist auf der Langhausseite marmoriert mit aufgemalten Steinblöcken an der Laibung. Den Scheitel des Bogens ziert ein gemaltes Kreuz. Die Orgelempore hat eine ausgemalte Brüstung und die Laibungen der Gewölbebogen, auf denen sie ruht, sind marmoriert. Über der Orgelempore erinnert eine Inschrift an den Bau des Langhauses im Jahr 1562. Die Fenster im Langhaus sind einfach gehalten und weisen keine Verzierungen auf.

### Kreuzkapelle
In der Kreuzkapelle steht der Kreuzaltar mit einem Kruzifix, das von zwei Statuen der heiligen Rochus und Sebastian flankiert wird, alle wurden um 1676 gefertigt. Vor dem Kruzifix steht eine Marienfigur. Ursprünglich bildete das Kruzifix zusammen mit zwei hochgotischen Figuren der Maria und des Apostels Johannes eine Kreuzigungsgruppe. Die beiden Figuren wurden aber in der Nacht auf den 6. Februar 1968 aus der Kapelle gestohlen und gelten seither als verschollen.

## Orgel

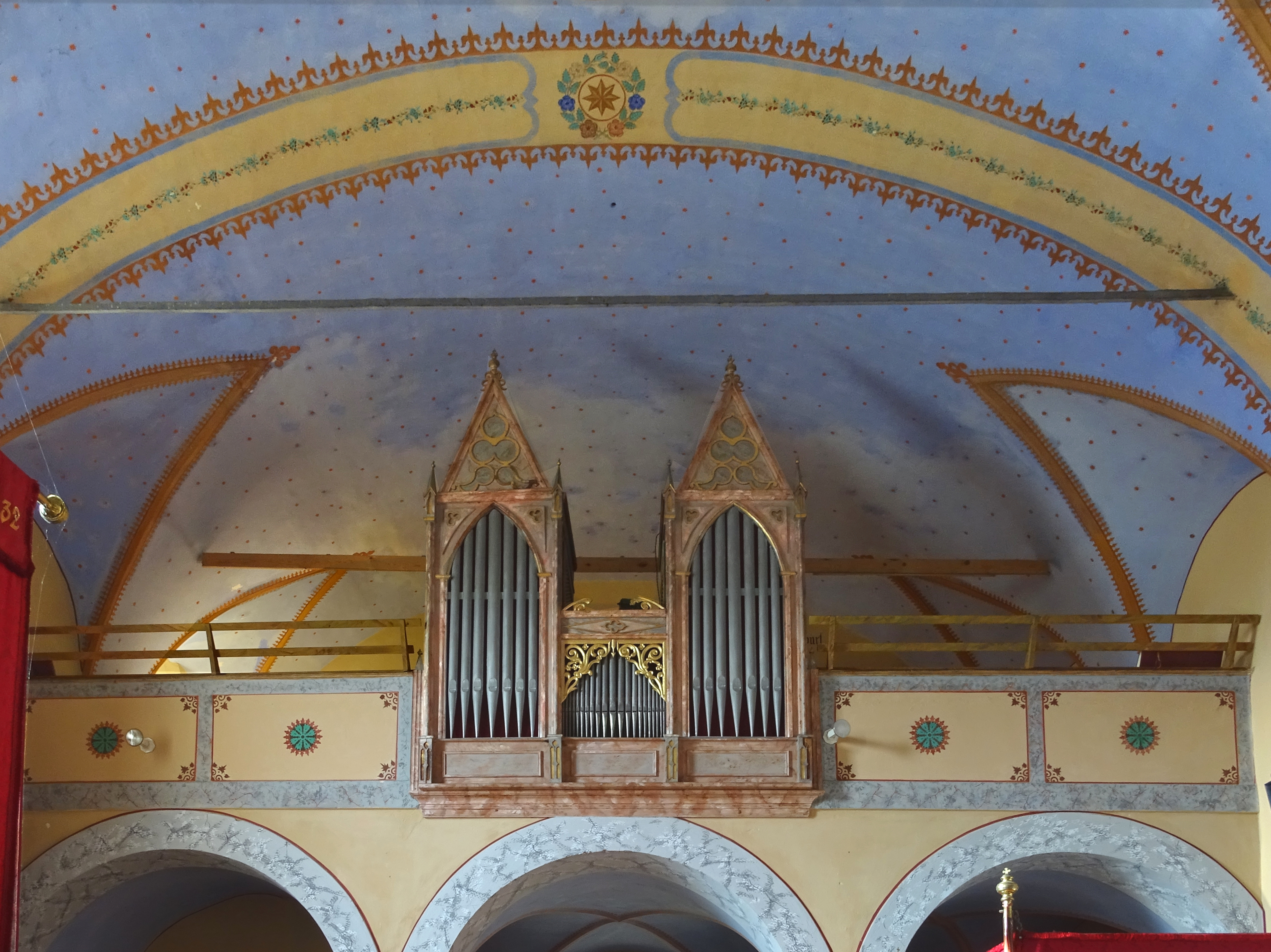
Blick auf die Orgelempore

Die Orgel, ein barockes Brüstungspositiv, wurde um 1690 der Überlieferung nach von einem Südtiroler Orgelbauer aufgestellt. Philipp Fischer baute 1867 die Orgel um und erweiterte sie auf sechs Register. Eine Inschrift auf dem Windkasten verweist auf diesen Umbau. 15 der alten Prospektpfeifen mussten im Ersten Weltkrieg 1917 als „Metallspende“ abgeliefert werden. Zu Pfingsten 1923 wurde die verstimmte Orgel, es funktionierten nur mehr zwei der Register einwandfrei, repariert und gereinigt. Die Zimmermannsarbeiten führte Kirchenpropst Stadler durch. 1980 wurde die zu dieser Zeit bereits seit 18 Jahren defekte Orgel von dem Grazer Orgelbauer Gebrüder Krenn restauriert. Es haben sich Teile der barocken Orgel erhalten und auch einige der etwa 300 Orgelpfeifen stammen noch aus dem 17. Jahrhundert.
Der aus Mooskirchen stammende Orgelbauer Gottfried Gschier reinigte, reparierte und stimmte die Orgel 2004 neu. Eine erneute Reinigung und Sanierung der Orgel führte im September 2020 Ulrich Aschermann durch.

## Glocken
Im Kirchturm hängen drei Glocken. Die älteste dieser Glocken wurde 1710 von Florentin Streckfuß in Graz gegossen und 1711 aufgezogen. Eine 1794 von Salesius Feltl gegossene Glocke wurde ursprünglich von Marianna Gräfin von Saurau für die Pfarrkirche Sankt Johann ob Hohenburg gestiftet. Im Jahr 1923 wurde sie nach Kleinsöding verkauft und am 29. April jenes Jahres geweiht und aufgezogen. Die Florianiglocke aus Zinnbronze wurde am 24. Mai 1985 gegossen und am 30. Juni dieses Jahres geweiht und aufgezogen.
Im 17. Jahrhundert bestand das Geläut aus mindestens drei Glocken, von denen eine 1675 von Lorenz Selner gegossen worden war. Zu Beginn des 18. Jahrhunderts wurde das Geläut um die von Florentin Streckfuß stammende Glocke erweitert. Drei alte Glocken wurden 1860 eingeschmolzen und durch drei von Johann Feltl in Graz neu gegossene Glocken ersetzt. Am 25. Mai 1860 wurden eine 798 Kilogramm schwere Glocke mit Abbildungen des heiligen Sebastian und der Mutter Anna sowie eine 215 Kilogramm schwere Glocke mit Abbildungen der Apostel Simon Petrus und Paulus aufgezogen. Die dritte Glocke von Feltl folgte am 25. Mai 1861. Im Jahr 1917 mussten zwei der Glocken zu Kriegszwecken abgenommen werden, wobei nur die ältesten wegen ihres historischen Wertes verschont blieben. Darunter fiel auch eine wahrscheinlich vor 1600 gegossene 2000 Kilogramm schwere, als Jockl bekannte Glocke. Sie wäre als sogenannter Kunstguss von der Ablieferung ausgenommen gewesen, aber die Nachricht erreichte die Gemeinde erst, nachdem die Glocke bereits zerschlagen worden war. Auch die von Salesius Feltl gegossene Glocke hätte ursprünglich abgeliefert werden sollen, aber ein Bauer bezahlte den zuständigen Soldaten ein Fass Bier, damit sie eine kleinere Glocke abnahmen. Am 20. Jänner 1942 wurden die beiden 1711 und 1794 gegossenen Glocken abgenommen, aber nicht abgeliefert und konnten 1945 wieder aufgezogen werden. Die 1675 von Lorenz Selner gegossene Glocke wird in der Literatur zwar als nach dem Zweiten Weltkrieg im Kircheninventar vorhanden genannt, existiert dort aber nicht mehr.
Das aktuelle Geläut umfasst folgende drei Glocken:
| Nr. | Name           | Gussjahr | Gießer, Gussort                      | Durchmesser (cm, ca.) | Masse (kg, ca.) | Schlagton (HT-1⁄16) | Glockenzier                                                                       |
| --- | -------------- | -------- | ------------------------------------ | --------------------- | --------------- | ------------------- | --------------------------------------------------------------------------------- |
| 1   | —              | 1710     | Florentin Streckfuß, Graz            |                       |                 |                     | Darstellungen der Heiligen Rochus, Sebastian, Gregor und Augustinus               |
| 2   | —              | 1794     | Salesius Feltl, Graz                 |                       |                 | h′                  | Abbildungen von Maria mit Kind, Johannes dem Täufer, Johannes Nepomuk und Florian |
| 3   | Florianiglocke | 1985     | Glockengießerei Grassmayr, Innsbruck |                       | 120             | e″                  | —                                                                                 |

## Kirchliches und Brauchtum
Die Sebastianikirche ist seit ihrem Bau Filial- und Wallfahrtskirche der Pfarre Mooskirchen. Im 17. Jahrhundert entwickelte sie sich zum bedeutendsten Pestheiligtum der Weststeiermark, verlor aber nach dem Rückgang der Pestausbrüche an Bedeutung. Am 9. November 1618 scheinen mit Gregor Gruebpauer und Sebastian Függerle die ersten urkundlich belegten Kirchenpröpste auf und am 14. August 1684 wird mit Michael Strasser der erste urkundliche nachweisbare Mesner genannt. Mit Barbara Mayer wird am 26. Jänner 1694 auch erstmals eine Mesnerin erwähnt. Zumindest im 19. Jahrhundert wurden mehrere jährliche Märkte bei der Kirche abgehalten, bis in das 21. Jahrhundert erhielten sich aber nur jene zum Sebastianitag (20. Jänner) und am Sonntag nach Peter und Paul (29. Juni). Am 20. Jänner sowie am drauf folgenden Sonntag wird jeweils eine Messe gelesen. Am Markustag (25. April) zieht eine Prozession von der Pfarrkirche Mooskirchen nach Kleinsöding. Drei Tage vor Christi Himmelfahrt wird in der Kirche eine Bittprozession abgehalten.
Zumindest seit der zweiten Hälfte des 20. Jahrhunderts werden Hochzeiten und Taufen in der Kirche gefeiert. Auch dient sie immer wieder als Räumlichkeit für Chor- und Orchesterkonzerte. So gibt es etwa seit 1970 ein Weihnachtssingen. Im Jahr 1979 wurde die uneigennützige Kirchengemeinschaft St. Sebastian mit dem Ziel der Erhaltung der Sebastianikirche gegründet. Seit den 1980er-Jahren veranstaltet die Kirchengemeinschaft im Sommer das sogenannte Riegelfest mit eigenen Gottesdienst bei der Kirche.
Im 21. Jahrhundert gibt es noch immer Zuzug von Wallfahrern. So pilgern am Margarethentag (20. Juli) die Bewohner von Berndorf bei Hitzendorf zur Sebastianikirche. Falls der 20. Juli ein Sonntag ist, wird die Wallfahrt verschoben. Diese Wallfahrt geht wahrscheinlich bis in die Pestzeit zurück, die nur sieben Bewohner von Berndorf überlebt haben sollen. Ursprünglich führte sie von Hitzendorf über die Kapelle bei Berndorf und dann weiter nach Kleinsöding, mittlerweile ist aber Berndorf der Ausgangspunkt der Wallfahrt. Es gibt jedoch auch Wallfahrer aus anderen Ortschaften. So pilgern am Ostermontag die Bewohner von Sankt Bartholomä und am Pfingstdienstag die Einwohner von Sankt Johann ob Hohenburg zu der Kirche. Über die Ursprünge dieser Wallfahrten ist nichts bekannt.
Als Dank für die Erlösung von der Pest wird seit dem 17. Jahrhundert am Ostersonntag die sogenannte Maschta abgehalten, eine Marterprozession zur Pfarrkirche nach Mooskirchen. Maschta ist im örtlichen Dialekt die Bezeichnung für Marter, im Sinne von Schmerz, Folter und Martyrium. Neben den Bewohnern von Kleinsöding ziehen auch die Bewohner von Großsöding, Fluttendorf und Stögersdorf nach Mooskirchen. Nur Bewohner des jeweiligen Ortes gehen in der Prozession mit und aus jedem Haus soll zumindest eine Person anwesend sein; dabei dürfen nur die Männer die überlieferten Maschtalieder singen. Jede dieser vier Gruppen trägt ein mit zehn oder zwölf Kerzen bestücktes und mit blauen oder violetten Tüchern behangenes Marterkreuz vor sich her.

## Wappen

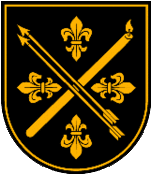
Das alte, bis 2015 gültige Wappen der Gemeinde Söding. Die zwei Pfeile sowie die Kerze verweisen auf den Kirchenpatron und einen Volksbrauch
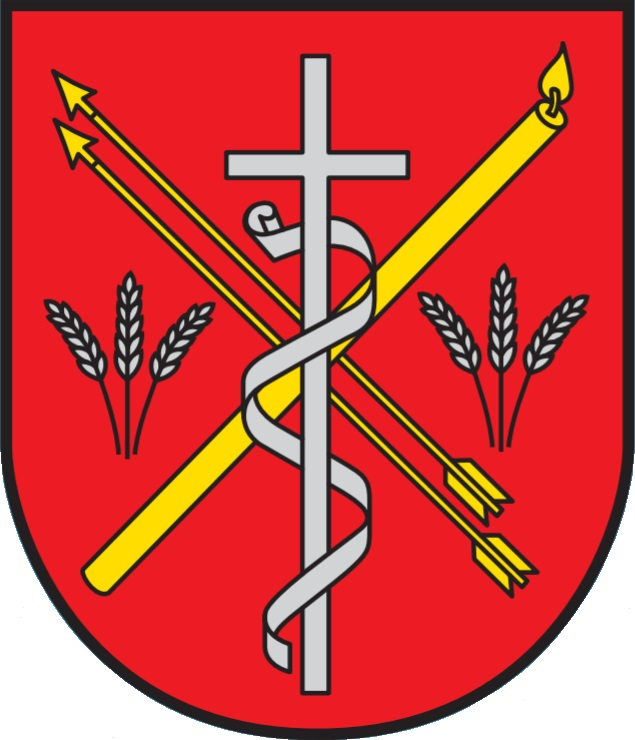
Das 2021 verliehene neue Gemeindewappen der Gemeinde Söding-Sankt Johann zeigt ebenfalls zwei Pfeile und eine Kerze

Das am 18. Februar 1985 verliehene und von Heinrich Purkarthofer entworfene Gemeindewappen, das bis zur Zusammenlegung von Söding mit Sankt Johann-Köppling im Rahmen der steiermärkischen Gemeindestrukturreform am 1. Jänner 2015 Gültigkeit hatte, nimmt indirekt Bezug auf die Filialkirche von Kleinsöding. Die Blasonierung lautet: „In Schwarz zwei goldene Pfeile schräg gekreuzt mit einer brennenden goldenen Kerze, bewinkelt von kreuzständigen goldenen Lilien.“ Die zwei Pfeile weisen auf den Märtyrertod des heiligen Sebastian hin. Die Kerze verweist auf den Volksbrauch des Wachsopfers und das mit Kerzen behängte Vortragekreuz, das bei der Prozession und dem Maschtasingen von der Filialkirche nach Mooskirchen getragen wird.
Auch das am 17. Juni 2021 verliehene neue Gemeindewappen von Söding-Sankt Johann nimmt indirekten Bezug auf die Filialkirche. Die Blasonierung dieses Wappens lautet: „In rotem Schild pfahlweise ein silberner Kreuzstab, um den sich ein Spruchband schlingt, unterlegt von zwei mit einer goldenen brennenden Kerze schräg gekreuzten goldenen Pfeilen, balkenweise beseitet von je drei silbernen Getreidehalmen, von denen jeweils die äußeren gekrümmt sind.“ Wie bereits im alten Gemeindewappen weisen auch im neuen Wappen die beiden Pfeile sowie die Kerze auf den Kirchenpatron und den mit der Kirche verbundenen Volksbrauch hin.